# Cytora hirsutissima
Cytora hirsutissima је пуж из реда Architaenioglossa.

## Угроженост
Подаци о распрострањености ове врсте су недовољни.

## Распрострањење
Ареал врсте је ограничен на једну државу. 
Нови Зеланд је једино познато природно станиште врсте.